# 长州藩

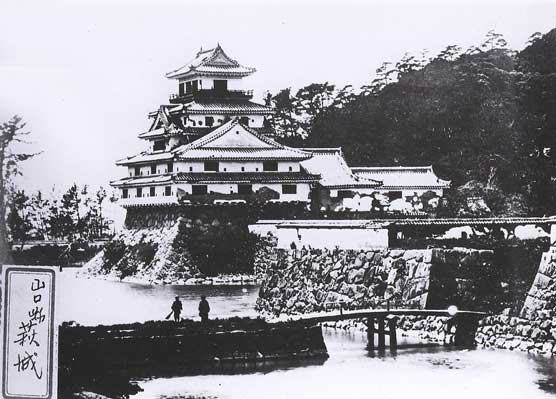
萩城是長州藩的藩廳、藩主毛利氏的居城

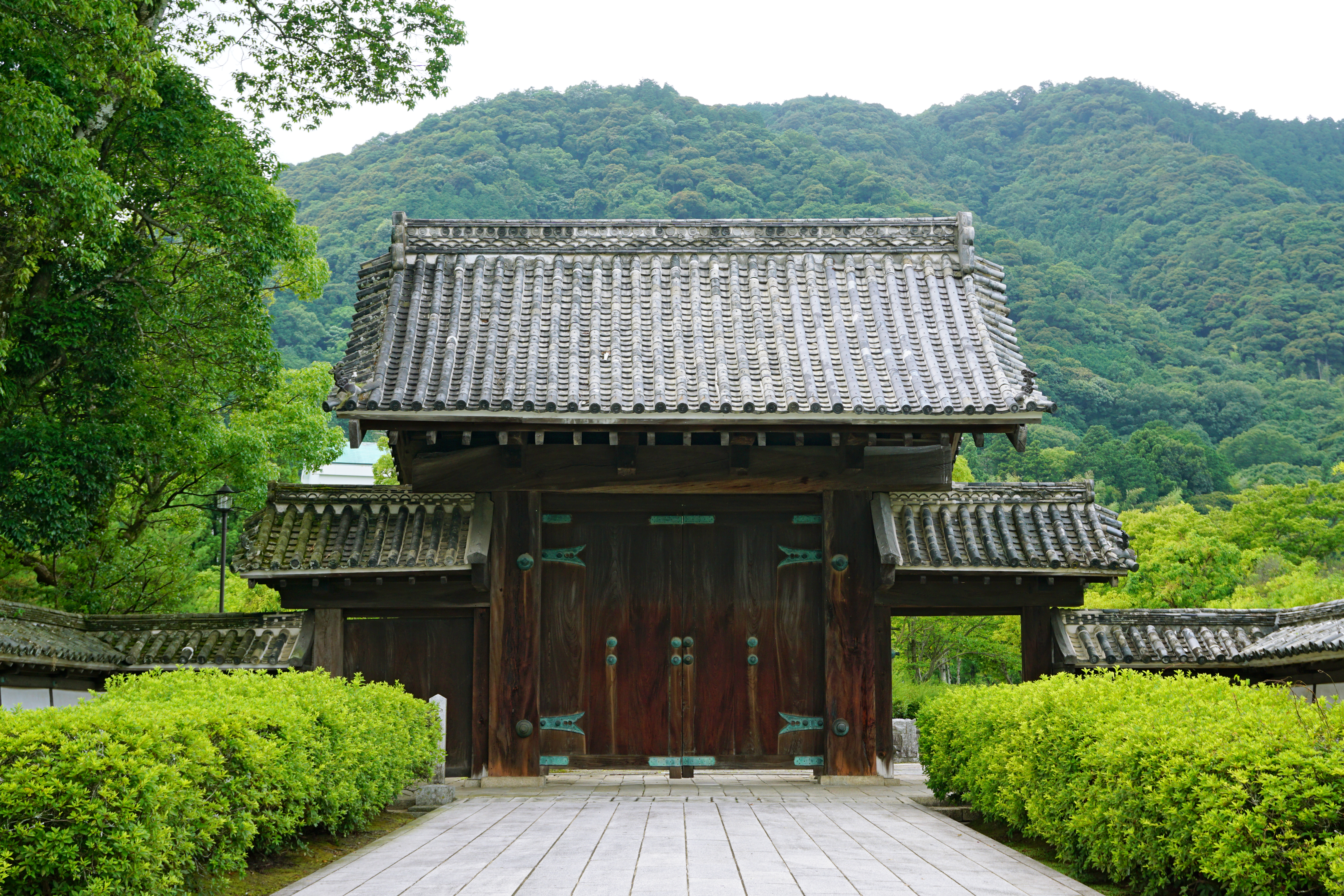
長州藩於幕府末期的藩廳－山口城

戊辰戰爭中的長州藩軍旗。

长州藩（日语：／ Chōshū han */?），歷史可溯至日本江户幕府时期，位于日本本州最西（當時的周防國和長門國）。藩主是外樣大名・毛利氏。藩廳設在萩城（现山口县萩市），所以又叫毛利藩或萩藩。幕末，藩廳移轉至周防山口的山口城（山口政事堂），所以稱周防山口藩（すおうやまぐちはん）。一般將萩藩・（周防）山口藩時代總稱「長州藩」。藩領石高36萬石，是位居全國規模第九大的雄藩。
幕末時期，长州藩與萨摩藩組成萨长同盟，为讨幕运动的中心。后来的明治维新时期，长州藩政治家形成了藩阀政治中占主导地位的「長州閥」。時至現代，长州山口縣出身的政治家仍長期把持日本政府。例如岸信介、佐藤榮作、安倍晉三等，山口縣出身的内阁总理大臣達9位，居各都道府縣之冠。

## 歷史
長州藩距離江户較遠，毛利輝元在關原之戰中擔任西軍總大將，與石田三成反對德川家康，西軍戰敗后毛利輝元被大幅減封，因此歷代藩主與德川幕府不睦。

### 幕末
幕末時期，長州藩後來和薩摩藩结成薩長同盟，共同討伐幕府。長州藩奇兵隊是明治维新中新政府軍的主要力量，因此長州藩在此後很長一段時間内掌握日本陸軍，並壓制力挺幕府的會津藩。
幕府末期長州藩的著名思想家吉田松陰提出“一君萬民論”，主張天皇之下萬民平等。其門下出現許多明治维新的政治家及軍人。

## 軍隊
長州藩兵是日本最早的軍隊，在下關戰爭期間曾與英、美、法、荷等四國交戰。在長州征討之中，長州藩以四千名藩兵擊退十五萬名德川幕府軍。在戊辰戰爭，長州藩聯合薩摩藩、土佐藩、肥前藩組成的新政府軍，對抗德川家。 
高杉晉作在1865年在民間建立長州藩諸隊擊倒俗論派（保守派），成立正義派（倒幕派）。
長州藩諸隊包括奇兵隊、報國隊、南園隊等隊伍，成員包括武士、農民、町人等。採用了西式軍制和德萊賽針發槍、米尼槍等新式武器，並改革戰術；打破只有武士才能當兵的規矩，為後來明治維新推行徵兵制開了先例。
長州藩諸隊：
- 奇兵隊
- 南奇兵隊
- 御楯隊
- 南園隊
- 遊撃隊
- 膺懲隊
- 集義隊
- 八幡隊
- 酬恩隊
- 荻野隊（義昌隊）
- 力士隊（正規化後改稱報國隊）
- 忠憤隊
- 衛撃隊

## 藩領
- 長門國
  - 見島郡2村
  - 大津郡20村
  - 美禰郡23村
  - 厚狹郡36村
  - 阿武郡55村
  - 豐浦郡6村
- 周防國
  - 吉敷郡35村
  - 大島郡19村
  - 玖珂郡28村
  - 熊毛郡38村
  - 都濃郡21村
  - 佐波郡39村

## 支藩
- 長府藩
  - 清末藩 - 孫藩（支藩長府藩的支藩）
- 德山藩
- 岩國領（岩國藩） - 未得到幕府承認的支藩

## 藩主一覽
1. 毛利秀就 1625年－1651年
2. 毛利綱廣 1651年－1682年
3. 毛利吉就 1682年－1694年
4. 毛利吉廣 1694年－1707年
5. 毛利吉元 1707年－1731年
6. 毛利宗廣 1731年－1751年
7. 毛利重就 1751年－1782年
8. 毛利治親 1782年－1791年
9. 毛利齊房 1791年－1809年
10. 毛利齊熙 1809年－1824年
11. 毛利齊元 1824年－1836年
12. 毛利齊廣 1836年
13. 毛利敬親 1836年－1869年
14. 毛利元德 1869年－1871年

## 著名藩士
由於長州藩在討幕運動中立下大功，所以明治維新之中有很多前長州藩士加入新政府，導致形成了日本藩閥政治中佔主導地位的「長州閥」。
吉田松陰門下：
- 伊藤博文：日本內閣總理大臣 ，朝鮮統監。日本“明治憲法之父”，任總理大臣期間中日甲午战争日本勝利，令朝鮮从清朝獨立，為將朝鮮成為日本的殖民地打好基礎。1909年10月26日於哈爾濱車站，被朝鮮民族英雄安重根狙殺。日本元老之一。
- 木户孝允（桂小五郎）：文部卿，內務卿。與西鄉隆盛、大久保利通並稱為“維新三傑”。
- 高杉晉作：奇兵隊始創人。
- 山县有朋：三代、九代總理大臣、甲午战争時任日本第一軍司令，日本元老之一。

其他著名的長州藩出身的名人有：
- 井上馨：大隈重信內閣先後任外務大臣、農商務大臣、第二次伊藤博文內閣時的內務大臣。從一位大勛位侯爵、元老。
- 乃木希典：日本陸軍上將、第3任台灣總督。参加过中日甲午战争、日俄战争。被称为日本陆军的军神。明治天皇驾崩后切腹殉死。
- 兒玉源太郎：日本陸軍大臣、第4任台灣總督。参加过中日甲午战争、日俄战争。
- 寺內正毅：日本陸軍大臣、日本內閣總理大臣 ，朝鮮總督。
- 桂太郎：日本陸軍大臣、日本內閣總理大臣、第2任台灣總督，總理大臣期間日本取得日俄战争勝利。日本元老之一。
- 佐久間左馬太：日本陸軍大將、第5任台灣總督，任台灣總督期間發動五年理蕃計畫鎮壓反日的台灣原住民。
- 三浦梧樓：日本陸軍中將、駐朝鮮全權公使，任駐朝鮮全權公使期間主導乙未事變，暗殺朝鮮明成皇后（閔妃）

等等。

## 關連項目
- 藩列表
- 長州藩家臣團
- 片山伯耆流
- 神道無念流
- 專當一心流
- 疋田陰流
- 三田尻